# Első fitna
Az első fitna (656–661) volt az iszlámot felvett arabok által meghódított területeken kibontakozó első polgárháború. Azon túlmenően, hogy Ali kalifa, akinek egész uralmát végigkísérte, belebukott, és I. Muávija személyében az Omajjádok dinasztikus uralma váltotta fel a patriarchális kalifátus korát, ekkor kezdődött az első szakadás az iszlámon belül: kialakult a háridzsiták mozgalma, illetve megkezdődött a síita eszmék kiformálódása.

## Előzmények
Mohamed próféta 632-ben bekövetkezett halála után társai, a „kegyes kortársak”  (szahába) megteremtették a kalifátust, egyben tartva és kiszélesítve az Arab-félszigeten megalapozott birodalmat. Abu Bakr és I. Omár ellenében még nem indult ellenjelölt, de Omár halála után kérdéses volt, hogy Mohamed egyik veje, Ali ibn Abi Tálib (aki egyben Mohamed unokatestvére és afféle nevelt fia is volt) vagy egy másik veje, az idősebb, a korai muszlimok anyagi támogatásában kulcsszerepet játszó szereplő, Oszmán ibn Affán jut-e hatalomra. Az Omár által kijelölt hat örökösjelölt közül végül Oszmán mellett voksoltak többen (644), akinek Ali letette a hűségesküt (a síiták szerint csak színlelte, lévén Mohamed által egyértelműen kijelölt jogos örökös).
Oszmán alatt számos elégedetlenkedő csoport ütötte fel a fejét. Mekka és Medina városában vallási alapon bírálták „újításanak” (bida) tekintett intézkedéseit, míg a hódítások lassulásával a határvidék erős garnizonjaiban indult meg mozgás. A iraki Kúfa és Baszra illetve az egyiptomi Fusztát katonái egyenlő javadalmazást kértek, felülbírálva Omár penziórendszerét, illetve követelték a közösség tulajdonát képező földek felosztását. Sokak nehezteltek Oszmánra nepotizmusa miatt is.
Az elégedetlenkedő egyiptomiak végül küldöttséget menesztettek Medinába, ahol megostromolták a kalifa házát, és megölték őt. A helyi előkelőségek Alit választották meg kalifának.

## Amedinai pietisták
Két előkelő társ, akik annak idején közreműködtek Oszmán megválasztásában, Talha ibn Ubajd Alláh és Zubajr ibn al-Avvám a hűségeskü (bajaa) letétele után Mekkába sietett, a próféta legkedvesebb özvegyéhez, Áisához, aki szintén bírálta egyfelől Oszmán intézkedéseit, másfelől Ali támogató részvételét a meggyilkolásában.
Az ún. pietisták számos, Ali által leváltott kormányzó (emír) hathatós anyagi támogatását élvezték. Híveikkel a még mindig forrongó Irak felé vették az irányt, és bevonultak Baszra városába, Kúfát azonban nem sikerült megszerezniük. Ali utánuk indult, és a hű kúfaiak segítségével a Baszra melletti teve-csata (656 vége) során leverte „ortodox” ellenfeleit. Talha és Zubajr meghalt az ütközetben; Áisát Mekkába küldték tiszteletteljes őrizetben.

## Szíriai hadszíntér
Ali nem költözött vissza Medinába, hanem megszilárdította pozícióit Mezopotámiában, és felkészült, hogy leszámoljon a nagyobb fenyegetéssel. Ez az Omajjádok közé tartozó Muávija, a kipróbált hadsereggel rendelkező damaszkuszi helytartó volt, aki követelte, hogy vizsgálják ki: vétkes volt-e Oszmán a Korán szellemiségével ellentétes újítások bevezetésében, vagy nem. Amennyiben igen, úgy meggyilkolása jogszerű volt, de ha nem, akkor Alinak kötelessége megfizetnie a vérdíjat. Mivel Ali nem szolgáltatott igazságot a gyilkosok ügyében, Muávija bűnrészességgel vádolta meg, és megtagadta a hűségesküt. Egyúttal tartományának lakosságát is a kalifa ellen hangolta Oszmán véres köpenyének és özvegye, Náila levágott ujjainak felmutatásával.
657 júliusában csapott össze a két sereg a sziffíni ütközetben, az Eufrátesz partján, bár már májusban elfoglalták pozícióikat, és zajlottak kisebb csetepaték. A csata az Egyiptomot annak idején meghódító Amr ibn al-Ász vezette szíriaiak számára alakult rosszul: Malik ibn Astar hadai megszorongatták őket. Ekkor Ibn al-Ász tanácsára Muávija erői Korán-példányokat tűztek a lándzsáikra, ezzel megfékezve Ali hadainak támadását. Tárgyalások kezdődtek, és a felek megállapodtak abban, hogy bizottság alakul Oszmán meggyilkolásának kivizsgálására. Ali megtarthatta trónját, Muávija pedig a tartományát, a seregek pedig szétváltak. A kalifát a baszrai kormányzó, Abú Múszá al-Asarí, a szíriai emírt pedig Amr ibn al-Ász képviselte.

## Tárgyalások, harc a háridzsitákkal
Hónapokig tartó előtanulmányokat követően Dúmat al-Dzsandal oázisában találkozott a két tárgyalófél, ahol Ali ellen foglaltak állást. A kalifa elutasította a döntést azon a címen, hogy ellenkezik a Korán szellemiségével és a prófétai hagyományokkal (szunna). Mielőtt azonban újból megindította volna hadait Szíria felé, leszámolt belső ellenzékével, a tárgyalásai miatt őt elítélő háridzsitákkal. Ez olyan mértékű presztízsveszteség volt számára, hogy annyi támogatója sem maradt, amennyivel szembeszállhatott volna Muávijával.
A kudarcot követően Adruhban számos muszlim gyűlt össze, hogy kalifát válasszanak. A döntést ezúttal is Ibn al-Ász és Abú Múszá kezébe adták, ők azonban nem jutottak egyezségre. Ibn al-Ász Muávija mellett foglalt állást, partnere viszont egy bizottságra akarta bízni az új uralkodó kiválasztását. Ali megerősítésének lehetősége már fel sem merült.
A tárgyalások során Muáviját hívei kalifává kiáltották ki, 660-ban Jeruzsálemben többek letették neki a hűségesküt, ő pedig megszállta Egyiptomot. Az Arábiát és Irakot továbbra is ellenőrző Ali ellen azonban vonakodott fellépni, helyette inkább igyekezett az elégedetlenséget szítani alattvalói körében.

## Ali bukása
Számításai helyesnek bizonyultak. Alit egy háridzsita sebesítette meg a fején halálosan, bosszúból, hitsorsosai lemészárlása miatt a kúfai mecsetben, imádkozás közben. Így, miután al-Haszant, Ali legidősebb fiát hivatalosan is lemondatta trónigényéről, Muávija és vele az Omajjádok ölébe hullott a kalifátus. A síiták szerint a gyilkosság kitervelése Muávija bűne.

## Következmények
Muávija bölcs uralkodónak bizonyult, így – bár Alinak kétségkívül számos híve maradt – az ellenségeskedés elcsitult, miután megszerezte a muszlimok feletti legfőbb vezetést. Mindazonáltal a konfliktus okait nem sikerült elsimítani: a Hidzsáz szent városai még mindig a pietisták fellegvárai voltak, a keleti végeken töretlen volt a kétségkívül jámbor és kegyes Ali népszerűsége, a háridzsiták továbbra is mindkét csoport ellenzékében voltak. A helyzet annyiban bonyolódott is, hogy kiforrott a kalbiták és kajsziták két befolyásos politikai tömörülése, melyek éles ellentétben álltak egymással.
A belbéke a több mint húsz évig regnáló Muávija gyengekezű és tehetségtelen utódai alatt foszlott semmivé: a 680-as kerbelai csatában Huszajn imámot és híveit lemészároltató I. Jazíd ellen először az Abdalláh ibn Zubajr vezette pietisták lázadtak fel, vezetőjüket II. Muávija 684-es halála után ellenkalifának kiáltották ki, közben a kalbiták és kajsziták is egymásnak estek, és a háridzsiták és síiták lázadása sem váratott magára. Az első polgárháború magában hordozta a II. fitna magvait.